# Fedot Popov

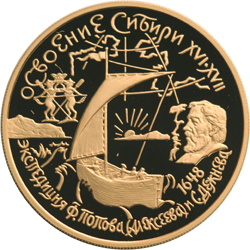
Moneda del Banc de Rússia de 2001, que celebra la conquesta de Sibèria, amb l'efígie Semion Dejniov, el company de Fedot Alekséiev Popov.

Fedot Alekséievitx Popov (rus: Федот Алексеевич Попов, també Fedot Alekséiev, rus: Федот Алексеев, anomenat el kholmogorià (Холмогорец), pel seu lloc de naixement a Kholmogori, en una data indeterminada i mort entre el 1648 i el 1654, va ser un explorador rus que va organitzar la primera expedició europea a través de l'estret de Bering junt a Semion Dejniov.

## Biografia
Va néixer a la petita localitat de Kholmogori, actualment a l'óblast d'Arkhànguelsk i treballava com a agent comercial d'un gremi de comerciants de Moscou. El 1639 es traslladà a Sibèria, on visità Tiumén, Tobolsk, Tomsk, Ienisseisk (1641) i Iakutsk (1642). El 1642 es va unir a un grup d'un centenar d'homes dirigits per Ivan Rebrov que viatjà pel riu Lena fins al mar i el riu Oleniok amb un centenar d'homes, 29 d'ells sota el seu comandament. Posteriorment es traslladà a l'est del Kolimà i el 1645 arribà fins a Srednekolimsk junt a dotze dels seus homes i la probablement la seva esposa.
Des dels voltants de 1642 els russos van començar a sentir parlar d'un riu anomenat "Poguitxa" que es trobava a l'est, desembocava a l'Àrtic i era ric en pells de marta, plata i ullals de morsa. El 1647 Fedot Alekséiev Popov va organitzar una expedició i va dur amb ell a Semion Dejniov perquè era funcionari del govern. L'expedició va arribar al mar, però no van poder resseguir tota la península de Txukotka, i va haver de fer mitja volta per culpa del gruix de la banquisa.
El 1648 ho van tornar a intentar. Fedot Alekséiev, acompanyat per A. Andrèiev i B. Astàfiev, representants de la casa comercial Gusèlnikov, amb els seus propis vaixells i homes, mentre Alekséiev proporcionà cinc vaixells, i la majoria d'homes. També Gueràsim Ankudínov, amb el seu propi vaixell i 30 homes, es va unir a l'expedició. Dejniov reclutà als seus propis homes, uns 18 o 19, per a la recollida de pells per benefici propi, com era costum en l'època. En total es formà una expedició integrada per entre 89 i 121 homes, que viatjaven en set kotxs. Almenys una dona, l'esposa d'Alekséiev, anava amb el grup.
L'expedició partí el 20 de juny 1648 (segons el calendari antic, 30 de juny segons el nou), probablement des de Srednekolimsk, navegant riu avall cap a l'Àrtic. En algun moment de setembre van superar l'extrem nord-est d'Àsia i es van endinsar a l'oceà Pacífic. El 20 de setembre de 1648 va ser ferit en una batalla contra els txuktxis. El seu rastre es va perdre l'octubre de 1648, quan una forta tempesta va separar-lo del kotx de Dejniov. La seva esposa, recollida per Semion Dejniov el 1653-1654, va dir que havia mort d'escorbut després d'un naufragi a l'estuari de l'Anàdir. Amb tot, el 1697, quan Vladímir Atlàsov va arribar a Kamtxatka, s'assabentà un tal Fedot, acompanyat per altres homes, hauria viscut prop del riu Nikul, un afluent del riu Kamtxatka i que s'haurien casat amb dones indígenes. Atlàsov confirma haver vist restes de les seves cabanes. Posteriorment el tal Fedot i els seus homes haurien fugit cap a l'oest del mar d'Okhotsk i haurien estat assassinats per kamtxadals i koriaks.